# Игол (приток Черталы)
Игол — река в России, протекает по Томской области. Устье реки находится в 242 км по левому берегу реки Чертала. Длина реки составляет 49 км.

## Бассейн
- Попков Лог
- 20 км: Малый Айигол
  - 4 км Аллагул
- 31 км: Чичканка
- 31 км: Крутая

## Данные водного реестра
По данным государственного водного реестра России относится к Верхнеобскому бассейновому округу, водохозяйственный участок реки — Васюган, речной подбассейн реки — Васюган. Речной бассейн реки — (Верхняя) Обь до впадения Иртыша.